# Święcia
Święcia (prononciation : [ˈɕfjɛnt͡ɕa]) est un village polonais de la gmina de Rychwał dans le powiat de Konin de la voïvodie de Grande-Pologne dans le centre-ouest de la Pologne.
Il se situe à environ 8 kilomètres au nord de Rychwał (siège de la gmina), à 13 kilomètres au sud-ouest de Konin (siège du powiat) et à 90 kilomètres au sud-est de Poznań (capitale régionale).

## Histoire
De 1975 à 1998, le village faisait partie du territoire de la voïvodie de Konin.

Depuis 1999, Święcia est situé dans la voïvodie de Grande-Pologne.